# Csholszan
Csholszan (hangul: 철산군, Csholszan-kun, handzsa: 鐵山郡, RR: Ch'ŏlsan-kun, ’vashegy’) megye Észak-Koreában, Észak-Phjongan (P'yŏngan) tartományban.
A terület a kezdetektől Kogurjo (Koguryŏ) uralma alatt volt, a 10. században egy Csangnjong-hjon (장녕현; 長寧縣, Changnyŏng-hyŏn) nevű település volt itt, amely később a Csholcshon (철천; 鐵川, Ch'ŏlch'ŏn), 1018-ban pedig a Csholdzsu (철주; 鐵州, Ch'ŏlju) nevet kapta. 1413-ban átnevezték ma is ismert nevére, és megyei rangra emelték. 1622-ben tohobu (tohobu) (도호부; 都護府) rangra terjesztették fel, 1624-ben ismét települési (hjon (hyŏn)) rangra fokozták le. 1633-ban aztán ismét tohobu (tohobu) lett. 1812-ben ismét lefokozták települési rangra. 1895-ben ismét megyei rangot kapott, 1918-ban pedig falusi mjon (myŏn) rangra fokozták le. 1939-ben és 1946-ban ismét átszervezték a területet, de megyei rangját csak 1952-ben nyerhette el ismét.

## Földrajza
Északról Jomdzsu (Yŏmju) és Tongnim (Tongrim) megyék, délről pedig a Sárga-tenger (Koreában „Nyugati-tenger”) határolja.
70 szigete van, ezek közül a legnagyobbak méret szerint csökkenő sorrendben: Kado (가도; 椵島, Kado), Thando (탄도; 炭島, T'ando), Tehvado (대화도; 大和島, Taehwado), Urido (우리도; 牛里島, Urido), és Cshamcshado (참차도; 參瑳島, Ch'amch'ado).

## Közigazgatása
1 községből (up (ŭp)), 25 faluból (ri (ri)) és 2 munkásnegyedből (rodongdzsagu (rodongjagu)) áll:
| - Csholszan-up (철산읍; 鐵山邑, Ch'ŏlsan-ŭp) - Kado-ri (가도리; 椵島里, Kado-ri) - Kaszan-ri (가산리; 佳山里, Kasan-ri) - Komam-ri (검암리; 儉巖里, Kŏmam-ri) - Kuncshon-ri (근천리; 根川里, Kŭnch'ŏn-ri) - Kumszan-ri (금산리; 金山里, Kŭmsan-ri) - Kibong-ri (기봉리; 起鳳里, Kibong-ri) - Tehva-ri (대화리; 大和里, Taehwa-ri) - Tongcshang-ri (동창리; 東倉里, Tongch'ang-ri) - Tongcshon-ri (동천리; 東川里, Tongch'ŏn-ri) - Tongphjong-ri (동평리; 東平里, Tongp'yŏng-ri) - Rjonszu-ri (련수리; 蓮水里, Ryŏnsu-ri) - Rjongszak-ri (령삭리; 令朔里, Ryŏngsak-ri) - Rihva-ri (리화리; 梨花里, Rihwa-ri) | - Mjongam-ri (명암리; 明巖里, Myŏngam-ri) - Munbong-ri (문봉리; 文峯里, Munbong-ri) - Poszan-ri (보산리; 保山里, Posan-ri) - Szonam-ri (선암리; 仙巖里, Sŏnam-ri) - Szondzsu-ri (선주리; 宣州里, Sŏnju-ri) - Szongam-ri (성암리; 星巖里, Sŏngam-ri) - Szubu-ri (수부리; 壽富里, Subu-ri) - Obong-ri (오봉리; 梧峯里, Obong-ri) - Volszephjong-ri (원세평리; 元世平里, Wŏlsep'yŏng-ri) - Volbong-ri (월봉리; 月峯里, Wŏlbong-ri) - Phungcshon-ri (풍천리; 豊川里, P'ungch'ŏn-ri) - Hakszan-ri (학산리; 鶴山里, Haksan-ri) - Kabong-rodongdzsagu (가봉로동자구; 加峯勞動者區, Kabong-rodongjagu) - Csangszong-rodongdzsagu (장송로동자구; 長松勞動者區, Changsong-rodongjagu) |

## Gazdaság
Csholszan (Ch'ŏlsan) megye gazdasága könnyűiparra és földművelésre épül. A megye területének 50%-a alkalmas földművelésre, itt ázsiai rizst és kukoricát termesztenek.

## Oktatás
Csholszan (Ch'ŏlsan) megye egy mezőgazdasági főiskolának, illetve számos általános iskolának és középiskolának ad otthont.

## Egészségügy
A megye kb. 30 egészségügyi intézménnyel rendelkezik, köztük saját kórházzal.

## Közlekedés
A megye közutakon a szomszédos megyék felől közelíthető meg. A megye vasúti kapcsolattal nem rendelkezik.